# Cenocorixa utahensis
Cenocorixa utahensis är en insektsart som först beskrevs av Hungerford 1925.  Cenocorixa utahensis ingår i släktet Cenocorixa och familjen buksimmare. Inga underarter finns listade i Catalogue of Life.